# Salechard
Salechárd (in russo Салеха́рд?; in nenec Саляʼ харад, Saljaʼ xarad; in ostiaco Пуӆңават, Pułŋawat) è il capoluogo del circondario autonomo Jamalo-Nenec situato in Russia.
La città è sita esattamente sul circolo polare artico, nell'estremo Nord della Russia, circa 1.900 km a Nord-Est di Mosca. È stata costruita sulla riva destra del fiume Ob', alla confluenza con il fiume Poluj. È sede di un'università e dispone di un aeroporto. Il fuso orario è UTC+5.

## Storia
Nel 1595 un gruppo di coloni russi, seguendo l'avanzata di Ermak Timofeevič, fondarono una colonia chiamata Obdorsk (Обдорск) in virtù della sua collocazione presso il fiume Ob', sullo stesso luogo del precedente accampamento ostiaco di Polnovat-vož (Полноват-вож).
La regione attorno ad Obdorsk (Obdorija) divenne politicamente un kraj (territorio). Il 10 dicembre 1930 Obdorsk divenne il centro amministrativo del distretto dello Jamal.
Nel 1933 Obdorsk venne ribattezzata Salechard (dal nenec Saljaʼ xarad che significa "villaggio sulla penisola") e ottenne lo status ufficiale di città nel 1938. Nel 1959 contava 16.600 abitanti, nel 2002 36.827 e nel 2005 38.343.

## Economia
Il circondario autonomo Jamalo-Nenec è il più importante produttore di gas naturale in Russia; a Salechard ha sede la Novatek, che è la seconda più grande impresa nazionale produttrice di questo combustibile.
L'economia dell'insediamento conta anche sull'industria della pesca tramite il porto di Novyj Port, sulla baia dell'Ob', 270 km a Nord di Salechard.

## Infrastrutture e trasporti

### Treno
Salechard è collegata a Vorkuta attraverso la linea ferroviaria degli Urali polari. Nel 1949 Iosif Stalin iniziò un progetto di collegamento ferroviario tra la città ed Igarka, ma alla sua morte, nel 1953, il progetto (che costò la vita a migliaia di prigionieri dei Gulag) venne abbandonato.

### Aereo
L'aeroporto di Salechard è la base della compagnia aerea russa statale Jamal Airlines, che effettua voli di linea con una flotta composta da aerei ed elicotteri per numerose destinazioni regionali e nazionali.

## Società

### Evoluzione demografica
Fonte: mojgorod.ru
- 1897: 500
- 1939: 12.800
- 1970: 21.000
- 1989: 32.300
- 2002: 36.827
- 2006: 39.400
- 2008: 41.563
- 2010: 43.548
- 2018: 49.214
- 2020: 50.976
- 2024: 49.160

## Clima

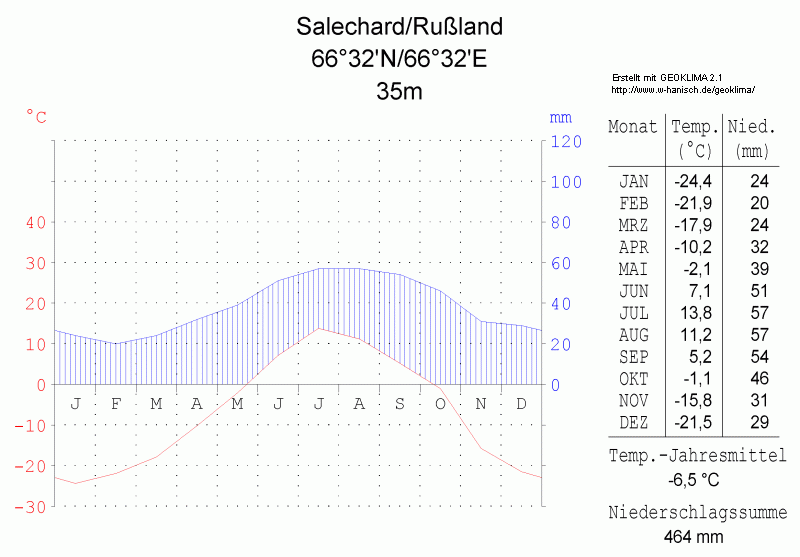
Precipitazione e temperature medie a Salekhard.

| Salechard (1991-2020) Fonte: | Mesi         | Mesi         | Mesi         | Mesi         | Mesi         | Mesi         | Mesi        | Mesi        | Mesi        | Mesi         | Mesi         | Mesi         | Stagioni | Stagioni | Stagioni | Stagioni | Anno  |
| Salechard (1991-2020) Fonte: | Gen          | Feb          | Mar          | Apr          | Mag          | Giu          | Lug         | Ago         | Set         | Ott          | Nov          | Dic          | Inv      | Pri      | Est      | Aut      | Anno  |
| ---------------------------- | ------------ | ------------ | ------------ | ------------ | ------------ | ------------ | ----------- | ----------- | ----------- | ------------ | ------------ | ------------ | -------- | -------- | -------- | -------- | ----- |
| T. max. media (°C)           | −18,8        | −17,7        | −9,2         | −2,3         | 4,7          | 15,2         | 20,0        | 15,9        | 9,3         | 0,2          | −10,5        | −15,6        | −17,4    | −2,3     | 17,0     | −0,3     | −0,7  |
| T. media (°C)                | −23,1        | −22,0        | −14,2        | −7,3         | 0,4          | 10,3         | 15,0        | 11,6        | 5,7         | −2,7         | −14,5        | −19,9        | −21,7    | −7,0     | 12,3     | −3,8     | −5,1  |
| T. min. media (°C)           | −27,7        | −26,6        | −19,3        | −12,1        | −3,5         | 5,8          | 9,9         | 7,3         | 2,4         | −5,8         | −18,9        | −24,3        | −26,2    | −11,6    | 7,7      | −7,4     | −9,4  |
| T. max. assoluta (°C)        | 3,5 (2008)   | 3,3 (2015)   | 7,3 (2016)   | 15,5 (1995)  | 28,4 (2021)  | 31,6 (2012)  | 32,9 (1990) | 29,9 (1946) | 24,8 (2009) | 18,2 (1974)  | 7,0 (1977)   | 4,1 (2006)   | 4,1      | 28,4     | 32,9     | 24,8     | 32,9  |
| T. min. assoluta (°C)        | −51,9 (1885) | −53,7 (1895) | −47,4 (1902) | −38,7 (1963) | −30,8 (1908) | −11,0 (1925) | −1,0 (1997) | −5,5 (1970) | −9,6 (1903) | −35,7 (1976) | −47,1 (1890) | −51,5 (1893) | −53,7    | −47,4    | −11,0    | −47,1    | −53,7 |
| Nuvolosità (okta al giorno)  | 7,7          | 7,4          | 7,4          | 7,3          | 7,9          | 7,6          | 7,2         | 8,1         | 8,4         | 8,5          | 7,9          | 8,0          | 7,7      | 7,5      | 7,6      | 8,3      | 7,8   |
| Precipitazioni (mm)          | 24           | 21           | 23           | 28           | 44           | 57           | 61          | 67          | 46          | 48           | 31           | 26           | 71       | 95       | 185      | 125      | 476   |
| Giorni di pioggia            | 0            | 0            | 1            | 3            | 10           | 17           | 18          | 20          | 20          | 9            | 1            | 0            | 0        | 14       | 55       | 30       | 99    |
| Nevicate (cm)                | 36           | 40           | 45           | 36           | 17           | 0            | 0           | 0           | 0           | 5            | 20           | 30           | 106      | 98       | 0        | 25       | 229   |
| Giorni di neve               | 26           | 25           | 23           | 18           | 17           | 4            | 0,03        | 0,2         | 5,0         | 21,0         | 25,0         | 27,0         | 78,0     | 58,0     | 4,2      | 51,0     | 191,2 |
| Giorni di nebbia             | 1            | 2            | 2            | 1            | 1            | 1            | 2           | 4           | 3           | 4            | 2            | 1            | 4        | 4        | 7        | 9        | 24    |
| Umidità relativa media (%)   | 83           | 82           | 81           | 78           | 77           | 70           | 72          | 79          | 82          | 86           | 85           | 83           | 82,7     | 78,7     | 73,7     | 84,3     | 79,8  |
| Vento (direzione-m/s)        | S 2,7        | S 3,3        | S 3,5        | NE 3,4       | NE 3,2       | NE 3,0       | NE 3,0      | NE 2,7      | S 2,4       | S 2,3        | S 2,4        | S 2,4        | 2,8      | 3,4      | 2,9      | 2,4      | 2,9   |